# Citry
Citry ist eine französische Gemeinde mit 924 Einwohnern (Stand: 1. Januar 2022) im Département Seine-et-Marne in der Region Île-de-France. Sie gehört zum Arrondissement Meaux und zum Kanton La Ferté-sous-Jouarre.
Die Einwohner werden Citryats genannt.

## Geographie
Citry liegt etwa 23 Kilometer östlich von Meaux an der Marne, die die Gemeinde im Norden begrenzt.

### Nachbargemeinden
Umgeben ist Citry von den Gemeinden Crouttes-sur-Marne im Norden und Osten, Charly-sur-Marne im Osten, Pavant im Südosten, Bussières im Süden, Saâcy-sur-Marne im Westen sowie Nanteuil-sur-Marne im Nordwesten.

## Bevölkerungsentwicklung
| Jahr      | 1962 | 1968 | 1975 | 1982 | 1990 | 1999 | 2006 | 2017 |
| Einwohner | 452  | 428  | 422  | 459  | 640  | 682  | 746  | 917  |

## Sehenswürdigkeiten
- Kirche Saint-Ponce (Monument historique)

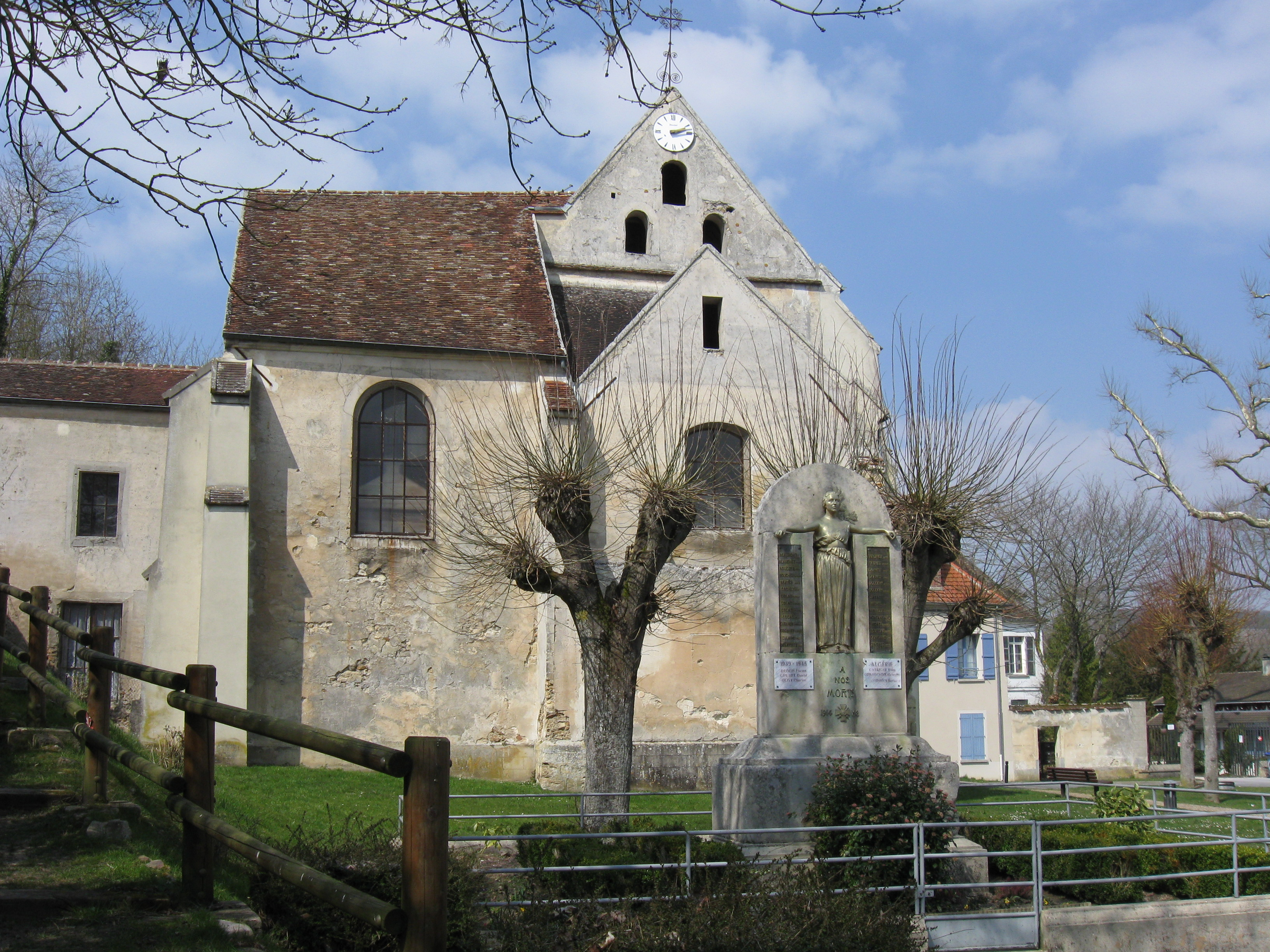
Kirche Saint-Ponce

- Aquädukt von Dhuis